# Aglaeactis
Aglaeactis é um gênero de aves apodiformes pertencente à família dos troquilídeos, que inclui os beija-flores. O gênero possui quatro espécies, que se distribuem ao centro-oeste da América do Sul.

## Comportamento
Os territórios destes beija-flores se caracterizam por áreas centrais altamente utilizadas, mas com baixa atividade de forrageamento. Esses territórios são geralmente aqueles associados à complexidade estrutural, como coberturas de dossel, densidades de vegetação e locais de nidificação/policiamento. Altas alturas de dossel e densidades adequadas de vegetação permitem que esses beija-flores transmitam efetivamente sinais auditivos e visuais. Poleiros mais expostos e elevados costumam ser favorecidos. Essas aves escolhem os territórios mais ideais para evitar predadores e defender seus territórios.

## Espécies
Existem quatro espécies totais neste gênero. Alguns anos atrás, o beija-flor-resplandecente, A. cupripennis, possuía seis subespécies totais, muitas destas que foram fundidas. Em 1951, o ornitólogo John Todd Zimmer propôs considerar Aglaeactis aliciae como subespécie do beija-flor-resplandecente. Atualmente, há apenas duas subespécies reconhecidas, com o beija-flor-de-dorso-púrpura sendo reconhecido como espécie separada.
- Aglaeactis cupripennis, beija-flor-resplandecente[5] (Bourcier, 1843) – encontrado nos Andes do Colômbia, Equador, Peru e Bolívia
  - A. cupripennis cupripennis encontrado na Colômbia, Equador e Peru central
  - A. cupripennis caumatonota encontrado no centro-sul peruano
- Aglaeactis aliciae, beija-flor-de-dorso-púrpura[5] (Salvin, 1896) – encontrado nos Andes peruanos
- Aglaeactis castelnaudii, beija-flor-condecorado[5] (Bourcier & Mulsant, 1848) – encontrado nos Andes do Peru
  - A. castelnaudii castelnaudii encontrado nos Andes do sul peruano
  - A. castelnaudii regalis encontrado nos Andes do Peru central
- Aglaeactis pamela, beija-flor-de-cabeça-preta[5] (D'Orbigny, 1838) – encontrado nos Andes da Bolívia ocidental